# Forteresses daces des monts d'Orastie
Les forteresses daces des monts d'Orăștie furent bâties dans les premiers siècles avant et apr. J.-C., comme protection contre les conquêtes romaines. Elles sont construites dans le style Murus Dacicus (en) (murs Daces en latin).
Les six forteresses — Sarmizegetusa, Blidaru, Piatra Roșie, Costești, Căpâlna et Banița — qui forment le système défensif de Décébale sont inscrites sur la liste du patrimoine mondial de l'UNESCO en 1999.
Elles permettent aux Daces après la bataille de Tapae en 101 menée par Trajan, première bataille de la conquête romaine de la Dacie, de se replier et protéger le secteur principal, la capitale dace, Sarmizegetusa.